# Трајумф (Луизијана)
Трајумф (енгл. Triumph) насељено је место без административног статуса у америчкој савезној држави Луизијана.

## Демографија
По попису из 2010. године број становника је 216.
| Група             | 2000.    | 2010.       |
| Белци             | 0 (0,0%) | 135 (62,5%) |
| Афроамериканци    | 0 (0,0%) | 47 (21,8%)  |
| Азијати           | 0 (0,0%) | 11 (5,1%)   |
| Хиспаноамериканци | 0 (0,0%) | 9 (4,2%)    |
| Укупно            | 0        | 216         |